# Trisuloides chekiana
Trisuloides chekiana är en fjärilsart som beskrevs av Max Wilhelm Karl Draudt 1937. Trisuloides chekiana ingår i släktet Trisuloides och familjen Pantheidae. Inga underarter finns listade i Catalogue of Life.